# Вила-Велья
Вила-Велья (порт. Vila Velha) — город и муниципалитет в Бразилии, входит в штат Эспириту-Санту. Составная часть мезорегиона Центр штата Эспириту-Санту. Входит в экономико-статистический микрорегион Витория. Население составляет 398 068 человек на 2007 год. Занимает площадь 208,820 км². Плотность населения — 1 906,3 чел./км².

## История
Город основан 23 мая 1535 года.

## Статистика
- Валовой внутренний продукт на 2005 год составляет 3 761 758 миллионов реалов (данные: Бразильский институт географии и статистики).
- Валовой внутренний продукт на душу населения на 2005 год составляет 9 492,00 реалов (данные: Бразильский институт географии и статистики).
- Индекс развития человеческого потенциала на 2000 год составляет 0,817 (данные: Программа развития ООН).

## География
Климат местности: тропический. В соответствии с классификацией Кёппена, климат относится к категории Aw.